# Lisówka pachnąca

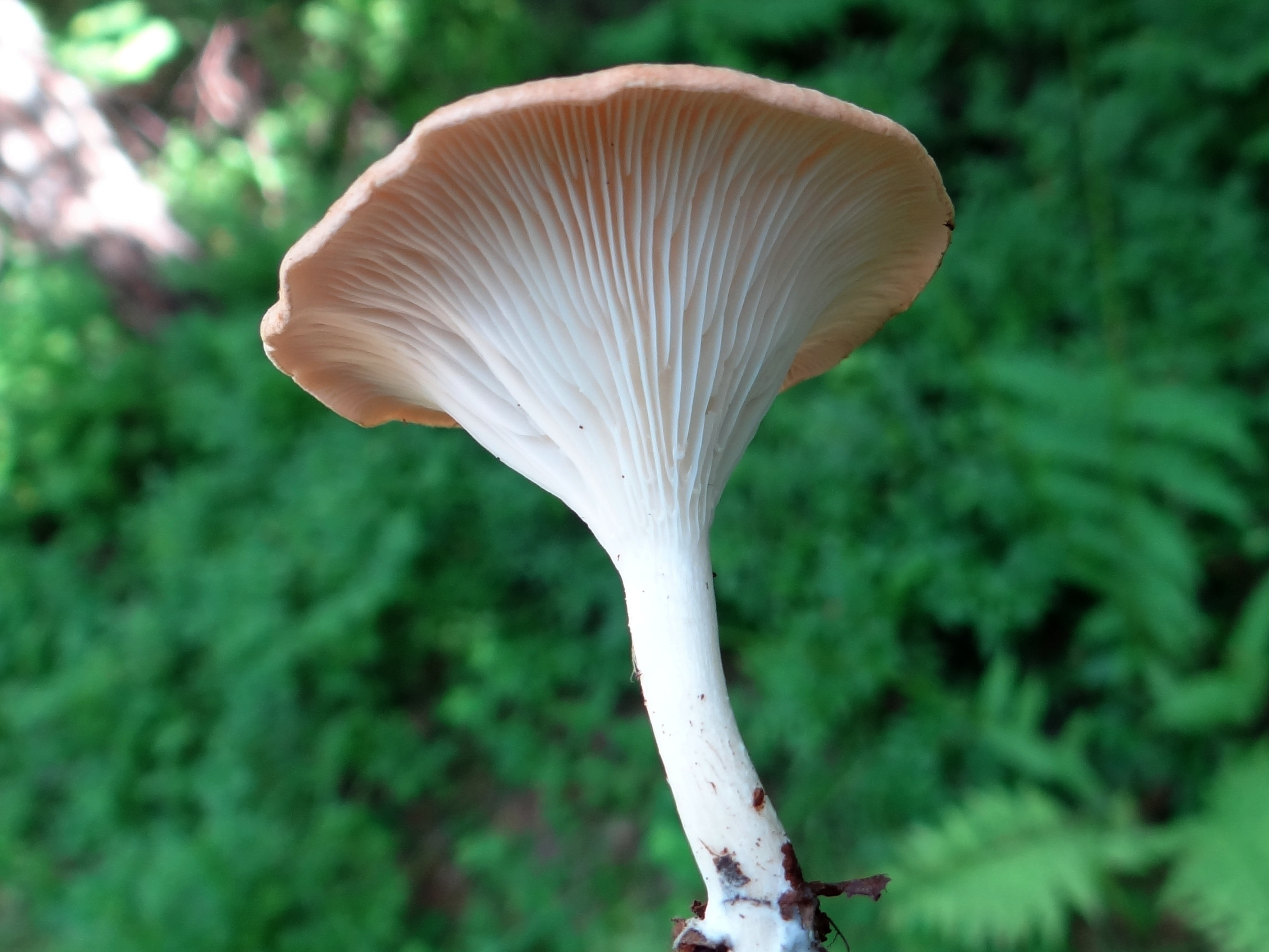

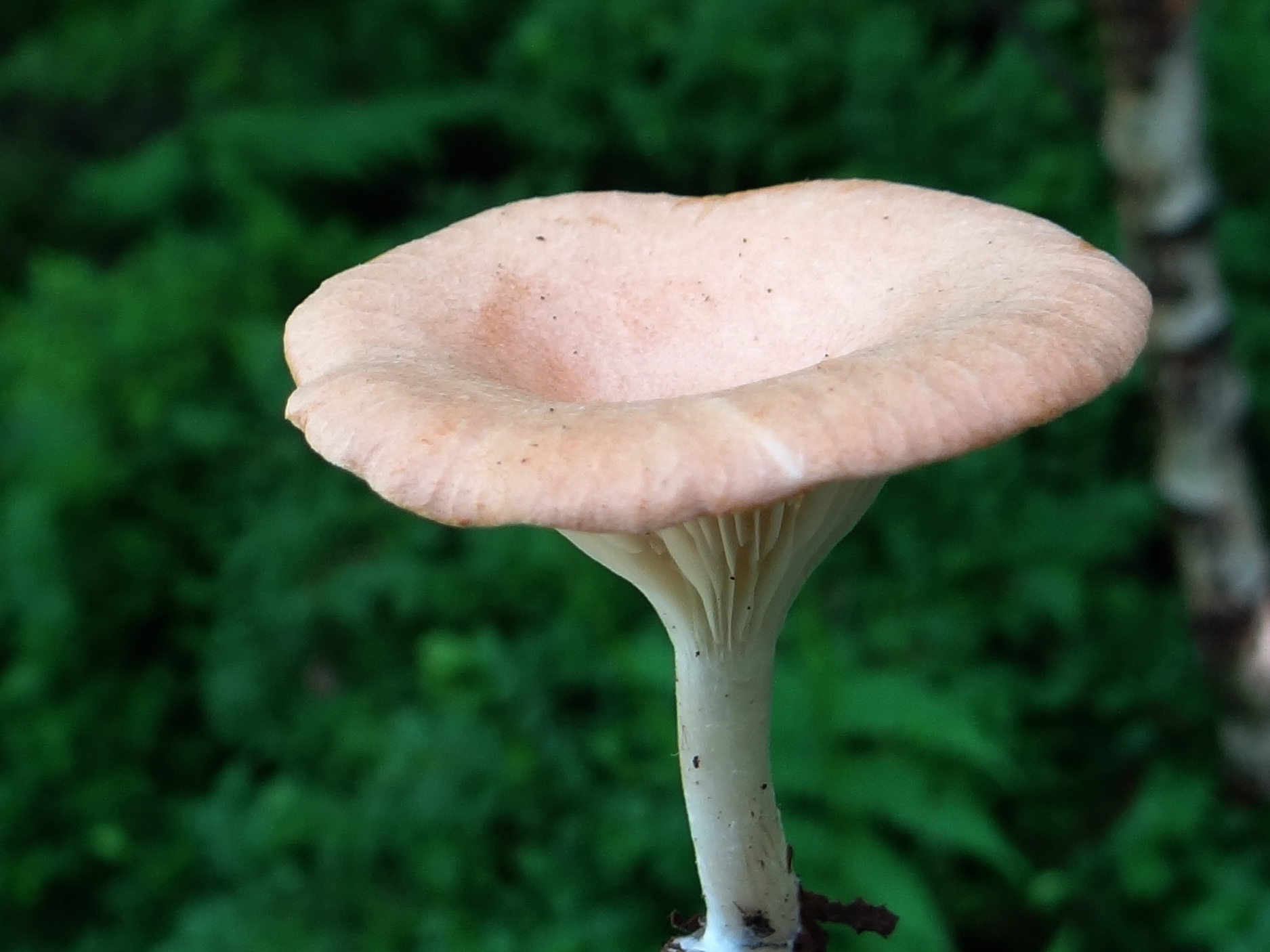

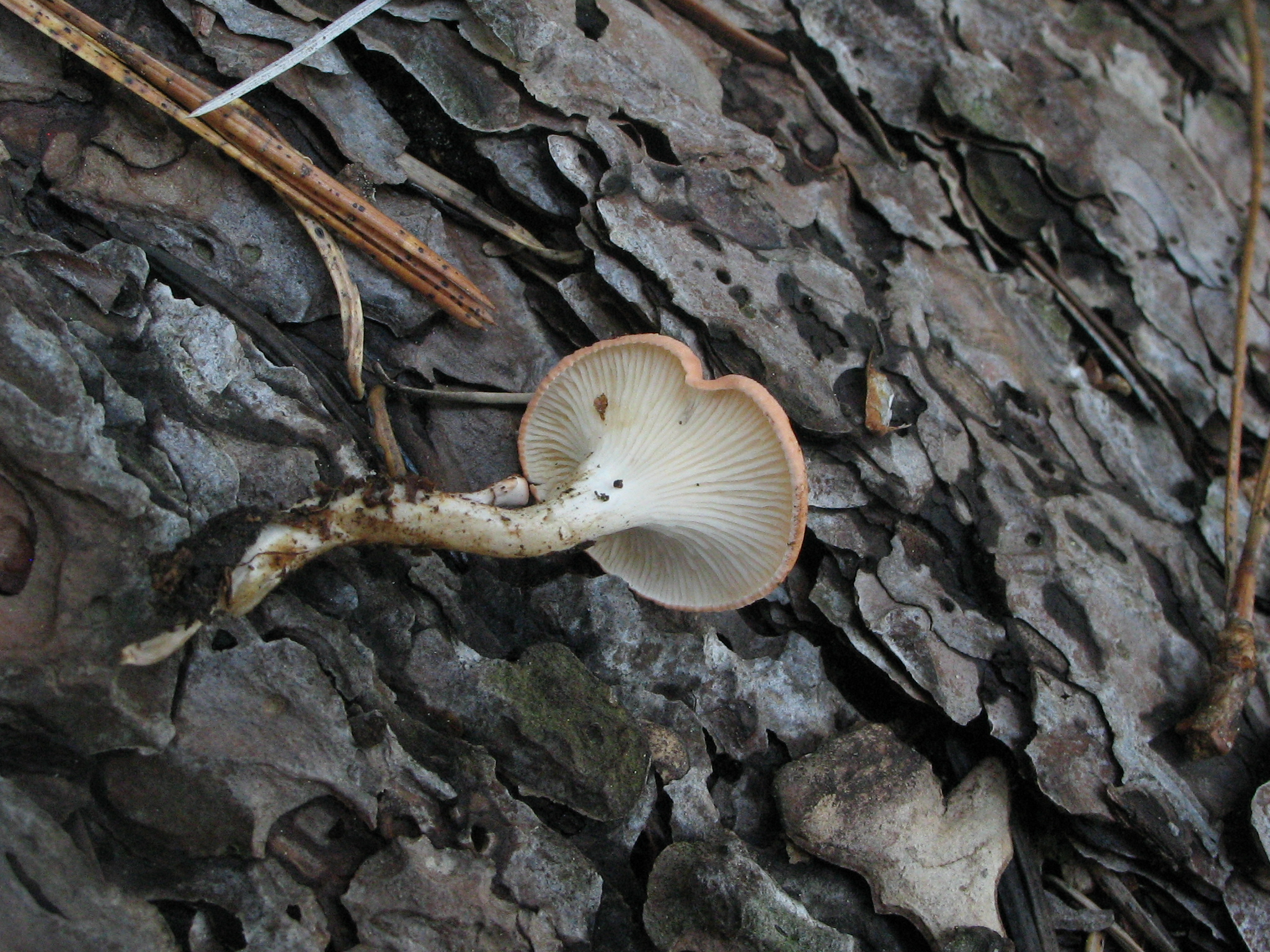

Lisówka pachnąca (Aphroditeola olida (Quél.) Redhead & Manfr. Binder) – gatunek grzybów z rodziny wodnichowatych (Hygrophoraceae), będący jedynym gatunkiem rodzaju Aphroditeola.

## Systematyka i nazewnictwo
Pozycja w klasyfikacji według Index Fungorum:  Aphroditeola, Hygrophoraceae, Agaricales, Agaricomycetidae, Agaricomycetes, Agaricomycotina, Basidiomycota, Fungi.
Po raz pierwszy takson ten opisał w roku 1878 Lucien Quélet, nadając mu nazwę Cantharellus olidus. Obecną, uznaną przez Index Fungorum nazwę nadali mu w 2003 r. Scott Alan Redhead i Manfr. Binder.
Ma 10 synonimów. Niektóre z nich:
- Clitocybe morganii (Peck) H.E. Bigelow 1962
- Hygrophoropsis morganii (Peck) H.E. Bigelow 1975
- Hygrophoropsis olida (Quél.) Métrod 1949[2].

Polską nazwę zaproponował Władysław Wojewoda w 2003 r. dla naukowej nazwy Hygrophorus morganii, synonimizując ją z Hygrophorus olida. Jest ona niespójna z aktualną nazwą naukową.

## Morfologia
Kapelusz
Średnica 1–4 cm, początkowo wypukły, następnie rozłożysty i lekko wklęsły na środku, z wiekiem lejkowaty. Powierzchnia początkowo nieco lepka, potem sucha, naga i lekko błyszcząca, ale włóknista do drobno owłosionej, gładka, czasem lekko strefowana, niehigrofaniczna, o barwie mięsistej, różowawej, łososiowej, ochrowo-żółtej do pomarańczowo-ochrowej, czasem u starszych okazów blado-płowożółta. Brzeg wąsko podwinięty, potem, wznoszący się i łukowaty, często falisty i klapowany, gładki.
Blaszki
Daleko zbiegające na trzon, bardzo wąskie, grube, często dychotomicznie rozwidlone, z międzyblaszkami, dające się oddzielić od miąższu, gęste, początkowo białawe do kremowych, następnie blado pomarańczowożółte, różowawe do łososiowych. Ostrza całe.
Trzon
Wysokość 1–3,5 cm, grubość 0,2–0,6(1)cm, centralny do ekscentrycznego, z wiekiem często zanikający w kierunku podstawy lub z długą korzeniową podstawą, czasem płaski, pełny. Powierzchnia włóknista lub drobno kosmata, dołem tej barwy co kapelusz lub bledsza, w kierunku wierzchołka jaśniejsza, często z różowawym odcieniem.
Miąższ
Dość gruby, miękki, białawy. Zapach i smak bardzo aromatyczny, przyjemny, wyraźnie owocowo-chemiczny, cukierkowy, cynamonowy.
Cechy mikroskopowe
Podstawki cylindryczne, z 2 lub 4 sterygmami, 20–37 × 4–6(8) µm, ze sprzążką u podstawy. Zarodniki kuliste, szeroko elipsoidalne do wrzecionowatych w widoku z przodu, nierówne w widoku z boku, gładkie, czasem z lekko pogrubioną ścianą, z gutulami, szkliste, nieamyloidalne, cyjanofilowe, 3–5(6) x 2,5–3(4) µm. Cystyd brak. Strzępki w tramie regularne, w skórce nieregularnie splątane, czasem wystające, o żółtawym zabarwieniu i średnicy 2,5–6 µm. W strzępkach są sprzążki.

## Występowanie i siedlisko
Aphroditeola olida występuje w Ameryce Północnej, Środkowej i w Europie. W. Wojewoda w 2003 r. przytoczył tylko dwa stanowiska w Polsce: podane przez Stanisława Domańskiego w 1999 r. w Roztoczańskim Parku Narodowym i J.B. Falińskiego i in. w 1997 r. w Białowieskim Parku Narodowym. Według W. Wojewody rozprzestrzenienie tego gatunku w Polsce i stopień zagrożenia nie są znane. Aktualne stanowiska podaje internetowy atlas grzybów. Znajduje się w nim na liście gatunków zagrożonych i wartych objęcia ochroną.
Naziemny grzyb saprotroficzny występujący w lasach liściastych i mieszanych, zwłaszcza pod jodłą pospolitą i bukiem zwyczajnym.